# خوليان بيرينديرو
خوليان بيرينديرو (بالإسبانية: Julián Berrendero)‏ (مواليد 8 أبريل 1912 - الوفاة 1 أغسطس 1995) كان دراج إسباني. سبق أن فاز بطواف إسبانيا.

## روابط خارجية
- خوليان بيرينديرو على موقع أرشيف الدراجات (الإنجليزية)
- خوليان بيرينديرو على موقع إحصائيات الدراجات الإحترافية (الإنجليزية)
- خوليان بيرينديرو على موقع CycleBase (الإنجليزية)